# Tooth Peak (Neuseeland)
Der Tooth Peak ist ein 2061 m hoher Berg auf der Südinsel Neuseelands. Er ist der einzige Zweitausender der Thomson Mountains samt zweier Nebengipfel, die die 2000-Meter-Marke knapp überschreiten. Die in der Südwestflanke liegenden Schneefelder entwässern direkt in den Lake Wakatipu, weitere nahe Quellflüsse münden über den Greenstone River ebenfalls in den See.
Das Gestein besteht vorrangig aus 200 bis 250 Millionen Jahre altem Sedimentgestein, wie Schluffstein, Sandstein und Mudstone.